# Ptychosperma waitianum
Ptychosperma waitianum är en enhjärtbladig växtart som beskrevs av Frederick Burt Essig. Ptychosperma waitianum ingår i släktet Ptychosperma och familjen Arecaceae. Inga underarter finns listade i Catalogue of Life.